# آکواریوم اصفهان

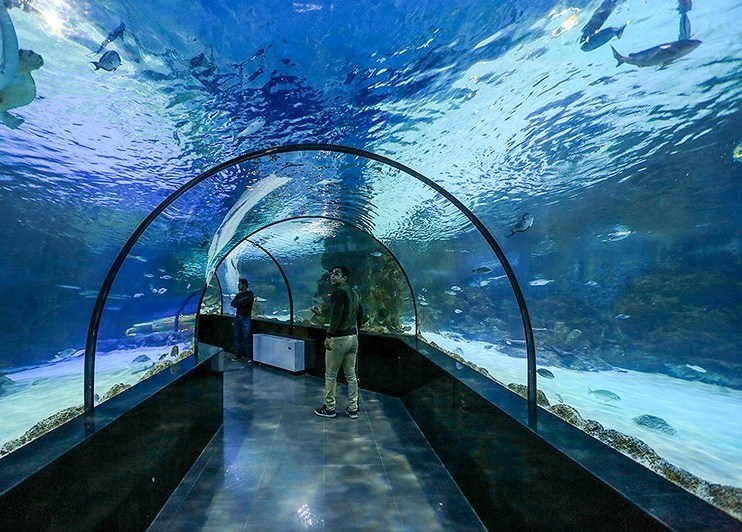
نمایی از آکواریوم اصفهان

آکواریوم اصفهان در پارک ناژوان واقع شده‌است. تونل آکواریوم اصفهان در ارتفاع منهای شش متر ساخته شده‌است و دارای ۳۳ آکواریوم زیرمجموعه می‌باشد.

## پیش‌زمینه

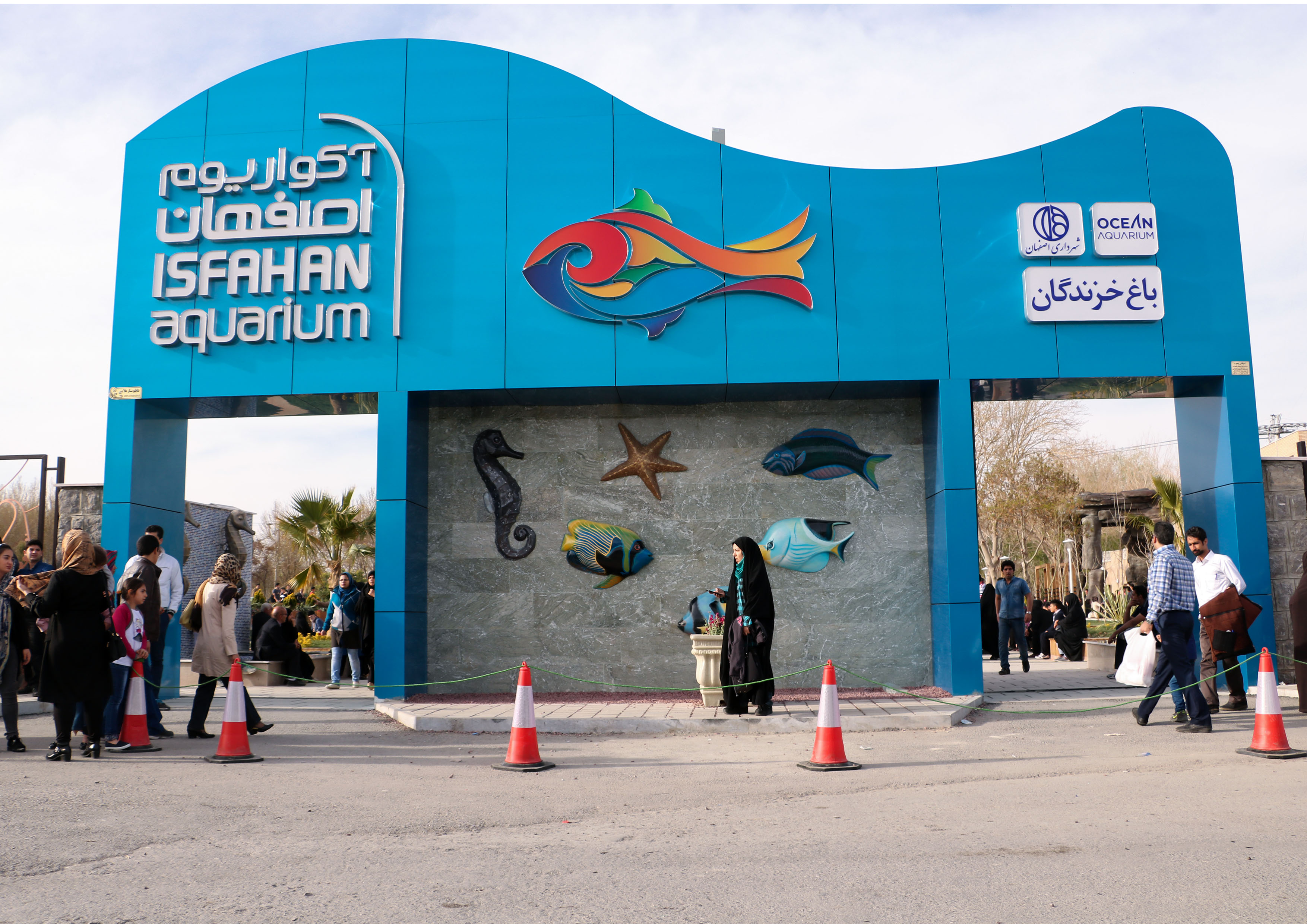

آکواریوم اصفهان با مشارکت شرکت اوشن آکواریوم ترکیه در بهمن ماه سال ۱۳۹۷ به بهره‌برداری رسید. این پروژه، با مشارکت ۵۰ درصد سهم آورده شهرداری اصفهان و ۵۰ درصد سهم آورده شرکت اوشن ترکیه به توافق انجامید. ضمن این که شهرداری اصفهان، زمین و مجوزها را به عنوان آورده و اوشن آکواریوم، دانش و تکنولوژی را روی میز مذاکره قرار دادند.
آکواریوم اصفهان طی مراسمی با حضور رئیس سازمان میراث فرهنگی کشور افتتاح شد. در این مراسم معاون رئیس‌جمهور گفت که جهانگردی را باید با «ایرانگردی» آغاز کرد و شهردار اصفهان نیز تأیید کرد که ایرانگردی باید از «اصفهان گردی» آغاز شود.
این مجموعه شامل ۳۵ کوسه هستند که اگر ان شیشه هارا بشکنند به احتمال ۱۰۰ درصد شمارا لقمه ای چپ خواهند کرد پس از کوسه های آکواریومی دوری کنید و ۵ تا ۱۰ متری است و به صورت یک دنیای ۳۵ متری زیر آب، حجم ۱۰۸۰ مترمکعب آب را در خود جای می‌دهد. در این آکواریوم از ۵ اقیانوس دنیا گونه‌های مختلف آبزیان، ماهیان آب‌های شور و شیرین، ستاره دریایی و دیگر آبزیان به نمایش گذاشته می‌شود.

## نگارخانه

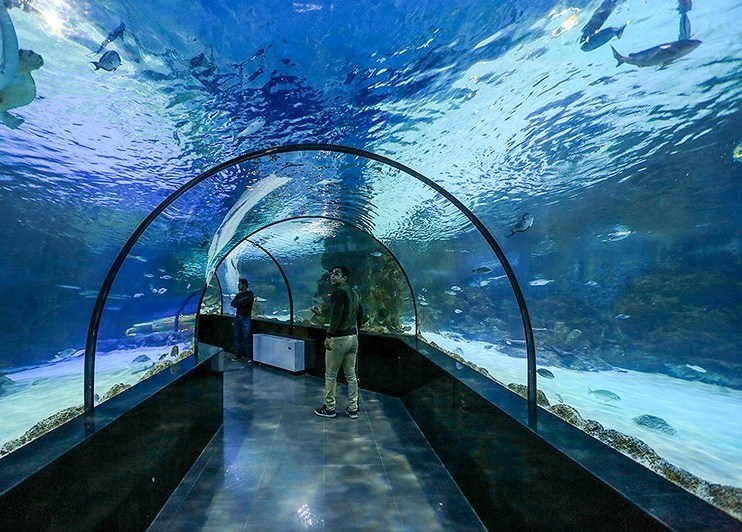
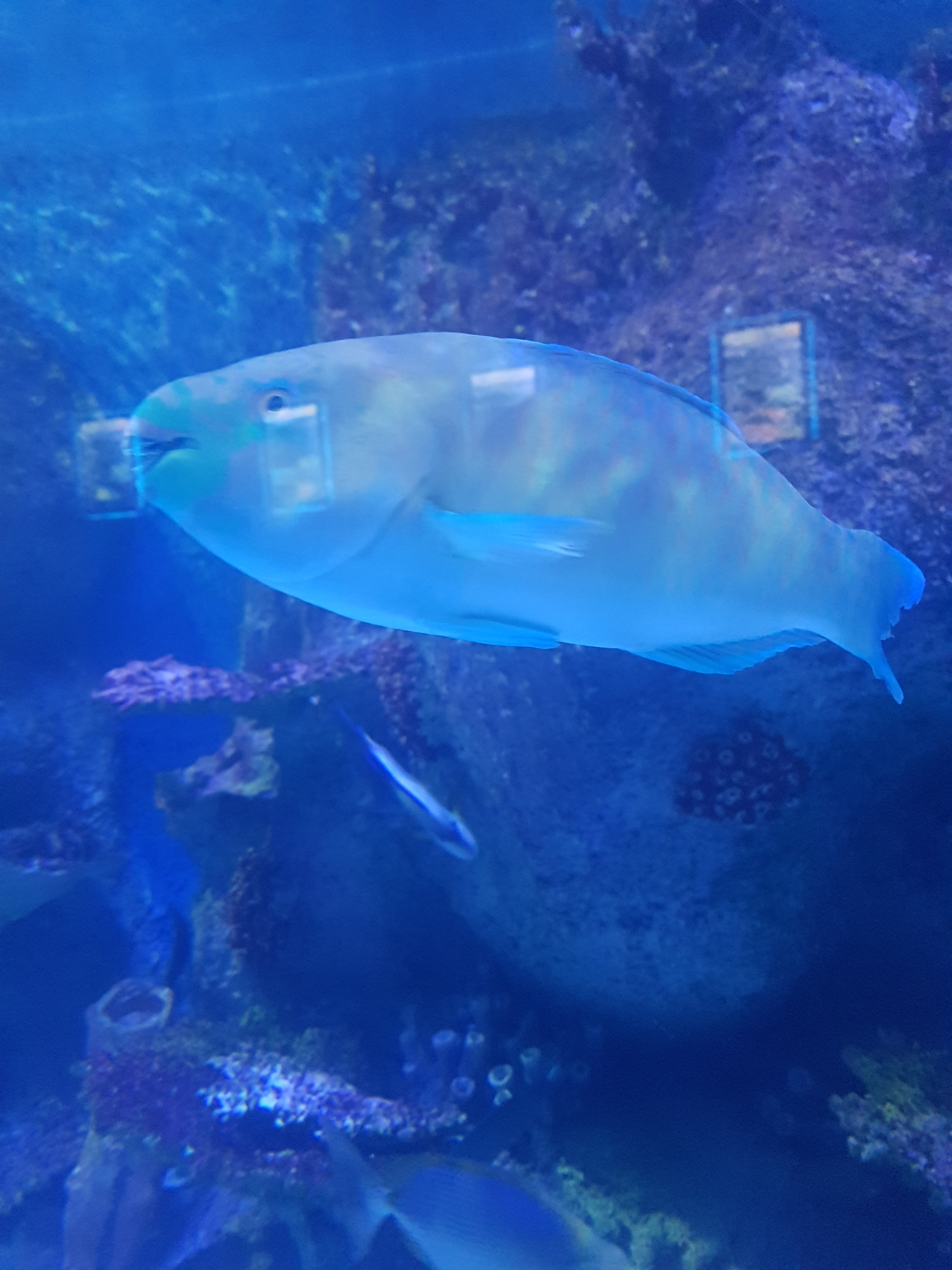
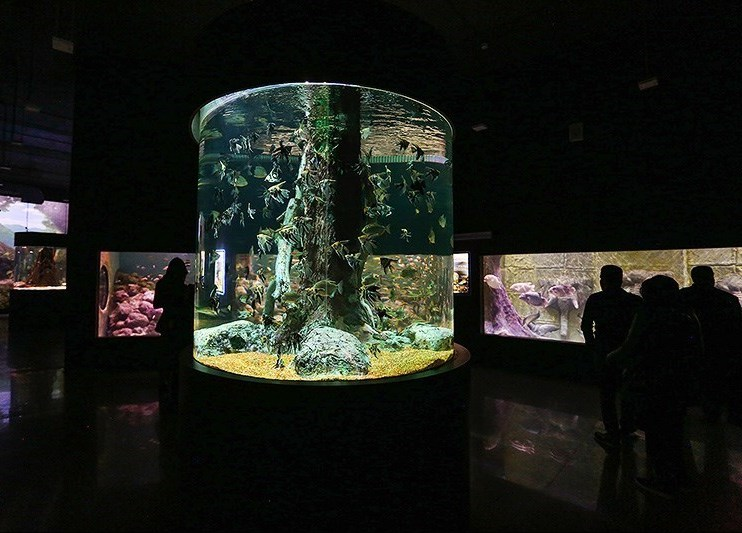